# Mezinárodní pakt o občanských a politických právech
Mezinárodní pakt o občanských a politických právech (International Covenant on Civil and Political Rights) je mezinárodní smlouvou přijatou na zasedání Organizace spojených národů v New Yorku dne 19. prosince 1966. Pakt vstoupil v platnost 23. března 1976. Doposud k paktu přistoupilo 168 států. Pakt svým obsahem navazuje na Všeobecnou deklaraci lidských práv. Spolu s Mezinárodním paktem o občanských a politických právech vznikl také Mezinárodní pakt o hospodářských, sociálních a kulturních právech.

## Struktura a obsah
Občanská a politická práva patří mezi základní lidská práva. Pakt právně závazným způsobem rozvíjí a konkretizuje práva uvedená ve Všeobecné deklaraci lidských práv. Dokument je tvořen preambulí a šesti částmi, které zahrnují celkem 53 článků.
V prvním článku se vymezuje právo všech národů na sebeurčení.
Ve druhé části (články 2 až 5) se státy, které jsou smluvními stranami paktu, zavazují k tomu, že podniknou všechna možná opatření k tomu, aby byla všechna zmíněná práva zajištěna, a to bez jakékoliv formy diskriminace. Dále je věnována pozornost tématu rovnosti žen a mužů v souvislosti s danými právy.
Třetí část vyjmenovává konkrétní občanská a politická práva, jako je právo na život, zákaz mučení nebo krutého a nelidského zacházení, zákaz otroctví a nevolnictví, právo na svobodu a osobní bezpečnost, právo na rovné zacházení před soudy, právo na zastávání svého názoru, atd.
Čtvrtá část upravuje zřízení osmnáctičlenného Výboru pro lidská práva. Dále jsou v této části rozpracovány způsob volby členů Výboru, délka volebního období a další podrobnosti fungování tohoto orgánu.
Předposlední část se zabývá výkladem obsahu Paktu.
Poslední šestá část se věnuje tématům ratifikace, nabytí účinnosti, apod.

### Konkrétní práva a omezení obsažená v Paktu

#### Čl. 3
- Právo na rovné zajištění práv uvedených v Paktu pro muže a ženy.

#### Čl. 6
- Právo na život.
- Omezení trestu smrti pouze na nejtěžší trestné činy. Dále zákaz uložení trestu smrti osobám mladším 18 let a těhotným ženám v zemích, kde trest smrti nebyl zrušen.

#### Čl. 7
- Zákaz mučení nebo podrobování krutému, nelidskému a ponižujícímu zacházení nebo trestání.
- Zákaz podrobování osob lékařským nebo vědeckým pokusům bez jejich svobodného souhlasu.

#### Čl. 8
- Zákaz všech forem otroctví, obchodu s otroky a nevolnictví.
- Zákaz vyžadování nucené a povinné práce mimo práci nebo službu spojenou s výkonem trestu podle pravomocného rozhodnutí soudu, dále mimo službu vojenské povahy, službu vynucenou mimořádnými případy a službu, která vyplývá z běžných občanských povinností.

#### Čl. 9
- Právo na svobodu a osobní bezpečnost – zákaz svévolného zatčení nebo zadržení osoby, není-li zbavena svobody na základě zákona.
- Právo zatčené osoby na neprodlené informování o důvodech zatčení a obviněních vznesených proti ní a neprodlené předvedení před soudce.
- Právo na takové řízení před soudem, aby soud mohl rozhodnout bez prodlení o právoplatnosti jeho zadržení.
- Vymahatelné právo na náhradu pro oběti nezákonného zatčení.

#### Čl. 10
- Právo osob zbavených osobní svobody na lidské jednání s úctou k přirozené důstojnosti lidské bytosti.

#### Čl. 11
- Zákaz trestu odnětí svobody jako trestu za neschopnost dostát smluvnímu závazku.

#### Čl. 12
- Právo svobody pohybu a svobody zvolit si místo pobytu.
- Právo vstoupit do své vlastní země.

#### Čl. 13
- Zákaz svévolného vyhoštění a právo vyhoštěného na podání námitky proti vyhoštění.

#### Čl. 14
- Právo na rovnost před soudem.
- Právo na spravedlivé a veřejné vyslechnutí nezávislým a nestranným soudem.

#### Čl. 15
- Zákaz trestání za čin, který v době jeho spáchání nebyl podle zákona trestný.
- Zákaz uložit pachateli vyšší trest, než jaký byl uložen zákonem účinným v době, kdy byl trestný čin spáchán.

#### Čl. 16
- Právo každého na uznávání jeho právní osobnosti.

#### Čl. 17
- Právo na zákonnou ochranu proti zasahování do soukromého života, do rodiny, domova nebo korespondence.
- Právo na ochranu proti útokům na svou čest a pověst.

#### Čl. 18
- Právo na svobodu myšlení, svědomí a náboženství.

#### Čl. 19
- Právo zastávat svůj názor bez překážky.
- Právo na svobodu projevu.

#### Čl. 20
- Zákaz válečné propagandy.
- Zákaz národní, rasové nebo náboženské nenávisti podněcující k diskriminaci, nepřátelství nebo násilí.

#### Čl. 21
- Právo na pokojné shromažďování.

#### Čl. 22
- Právo na svobodu shromažďovat se s druhými.
- Právo zakládat na ochranu svých zájmů odborové organizace a přistupovat k nim.

#### Čl. 23
- Právo rodiny na poskytnutí ochrany ze strany společnosti a státu.
- Právo mužů a žen uzavřít v přiměřeném věku sňatek a založit rodinu.

#### Čl. 24
- Právo na ochranu dítěte ze strany rodiny, společnosti a státu, vycházející z jeho postavení nezletilce, a to bez jakékoliv diskriminace.
- Právo dítěte na jméno a státní příslušnost.

#### Čl. 25
- Právo a možnost podílet se na vedení veřejných záležitostí.
- Právo volit a být volen v pravidelných volbách konaných na základě všeobecného a rovného hlasovacího práva.
- Právo vstoupit za rovných podmínek do veřejných služeb své země.

#### Čl. 26
- Právo na rovnost před zákonem a právo na stejnou ochranu zákona bez jakékoli diskriminace.
- Zákaz jakékoli formy diskriminace a zaručení ochrany proti ní všem osobám.

#### Čl. 27
- Právo etnických, náboženských nebo jazykových menšin na užívání vlastní kultury, vyznávání a projevování vlastního náboženství nebo používání vlastního jazyka.

## Opční protokoly
K Mezinárodnímu paktu o občanských a politických právech byly přijaty dva opční protokoly:
První opční protokol (1966)
První opční protokol řeší přiznání práva jednotlivce podat stížnost na stát a přistoupilo k němu 115 států.
Druhý opční protokol (1989)
K druhému protokolu, který se snaží o zrušení trestu smrti, se zatím přiklonilo 81 států.

### Podání stížnosti podle Prvního opčního protokolu
Tím, že se státy, které jsou smluvními stranami Paktu stanou také smluvními stranami Protokolu, uznávají kompetence Výboru, zřízeného podle čtvrté části Paktu, přijímat a posuzovat oznámení od jednotlivců, kteří se stali oběťmi porušení některého z práv stanovených v Paktu. Tito jednotlivci mohou podat oznámení Výboru o porušení jejich práv, přičemž:
- porušení se musí týkat státu, který je nejen smluvní stranou Paktu, ale také Protokolu,
- toto oznámení musí být podáno písemně a
- daný jedinec již vyčerpal dostupné vnitrostátní prostředky pro řešení tohoto problému.

Výbor dále nepřijímá k posouzení taková oznámení, která:
- jsou anonymní,
- zneužívají práva předkládat oznámení,
- jejichž obsah je neslučitelný s ustanovením Paktu nebo
- pokud je tato záležitost je již projednávána v jiným mezinárodním orgánem.

Pokud Výbor přijme oznámení od jednotlivce, upozorní následně příslušný stát, kterého se toto oznámení týká. Tento stát poté do šesti měsíců podává písemné vysvětlení nebo prohlášení o případu. Výbor následně zkoumá vyjádření obou stran a prošetřuje celý případ na neveřejném zasedání. Svůj názor sdělí příslušnému státu a jednotlivci, který oznámení podal. Záznam o své činnosti Výbor zahrne do výroční zprávy.

## Související dokumenty
Dalšími dokumenty, na které lze v souvislosti s Paktem poukázat, jsou:
- Všeobecná deklarace lidských práv (OSN 1948), v níž obsažená práva Pakt rozpracovává a činí právně vymahatelnými,
- Mezinárodní pakt o hospodářských, sociálních a kulturních právech (OSN 1966) a
- Evropská úmluva o lidských právech (Rada Evropy 1950).

První dva zmíněné dokumenty spolu s Paktem o občanských a politických právech tvoří Mezinárodní listinu lidských práv (International Bill of Human Rights).

## Pakt v kontextu československých událostí
Mezinárodní pakt o občanských a politických právech byl jménem Československé socialistické republiky podepsán roku 1968. Souhlas s paktem byl vyhlášen Federálním shromážděním dne 11. listopadu 1975, a to u příležitosti Konference o bezpečnosti a spolupráce v Evropě, konané v Helsinkách, kde došlo k podpisu Závěrečného aktu Konference o bezpečnosti a spolupráci v Evropě. V platnost v ČSSR pakt vstoupil 23. března 1976. Spolu se smlouvou o právech občanských a politických byl také přijat Mezinárodní pakt o hospodářských, sociálních a kulturních právech.
Po přijetí těchto mezinárodních paktů, se vzedmula v tehdejší ČSSR vlna odporu proti jejich nedodržování. Porušování práv garantovaných v přijatých dokumentech se stalo jedním z hlavních oficiálních důvodů pro vznik neformální československé občanské iniciativy známé jako Charta 77.
Mimo Chartu 77 vznikaly i další organizace, které upozorňovaly na nedodržování úmluv přijatých v Helsinkách. Jedná se například o Výbor na obranu nespravedlivě stíhaných (VONS, 1978) nebo Český helsinský výbor (pův. Československý helsinský výbor/ Čs. HV, 1988).